# Artibeus phaeotis
Artibeus phaeotis је врста слепог миша из породице Phyllostomidae. 

## Распрострањење
Ареал врсте Artibeus phaeotis обухвата већи број држава.
Врста је присутна у следећим државама: Мексико, Гвајана, Бразил, Венецуела, Колумбија, Перу, Панама, Никарагва, Костарика, Гватемала, Хондурас, Салвадор, Белизе и Суринам.

## Станиште
Станиште врсте су тропске и листопадне шуме до 1.200 метара надморске висине.

## Угроженост
Ова врста је наведена као последња брига, јер има широко распрострањење и честа је врста.